# ミシェル・ドヴィル
ミシェル・ドヴィル（Michel Deville, 1931年4月13日 - 2023年2月16日）は、フランスの脚本家、映画監督。自作の映画プロデューサーでもダイアローグライターでもある。

## 来歴・人物
1931年4月13日、オー＝ド＝セーヌ県のブローニュ＝ビヤンクールに生まれる。
1954年、23歳のときに、アンリ・ドコワン、ジャン・ドラノワ、ジャンニ・フランチョリーニ、ラルフ・アビブによる仏伊合作オムニバス映画『寝台の秘密 Secrets d'alcove』、第一話『宿泊許可書』のドコワン監督に助監督につく。つづいて翌1955年、おなじくドコワン監督に『筋金を入れろ Razzia sur la Chnouf』、1958年の『女猫 La Chatte』と計3本の助監督を経験する。
1958年11月19日、長編映画『Une balle dans le canon』（共同監督シャルル・ジェラール）がパリで公開され、本作で監督デビュー。
1961年9月29日、ソロ監督デビュー作『Ce soir ou jamais（今夜じゃなきゃダメ）』がフランスで公開される。主演アンナ・カリーナ。本作以降、1971年の『ラファエルあるいは道楽者』までのほとんどすべての作品（計12本）の共同脚本・編集をニナ・コンパネーズがつとめる。
1984年5月11日 - 23日、第37回カンヌ国際映画祭審査員を務める。
1984年2月13日、『ゲームの殺人』がフランスで公開。本作以降、ロザリンド・ダマンムと共同で脚本を書き始める。ロザリンドは1977年の『L'Apprenti Salaud』から助監督についている女性だが、ダマンム姓は『ゲームの殺人』までで、その後ドヴィルと結婚、1988年の『読書する女』以降はロザリンド・ドヴィルとクレジットされるようになる。1990年の「真夜中の恋愛論」は、主演のマリー・トランティニヤンらが全裸で恋愛論を語るという官能的な作品だった。

## フィルモグラフィー
- Une balle dans le canon　1958年 共同監督シャルル・ジェラール
- 今夜じゃなきゃダメ Ce soir ou jamais　1961年 脚本も　共同脚本・編集ニナ・コンパネーズ、主演アンナ・カリーナ
- Adorable Menteuse　1962年 脚本も　共同脚本・編集ニナ・コンパネーズ、主演マリナ・ヴラディ
- Les Petites demoiselles　1962年 中篇、テレビ尺26分　共同脚本ニナ・コンパネーズ、主演フィリップ・ド・ブロカ
- 女は夜の匂い À cause, à cause d'une femme　1963年 製作・脚本も　共同脚本・編集ニナ・コンパネーズ、主演マリナ・ヴラディ
- Lucky Jo　脚本も　共同脚本・編集ニナ・コンパネーズ、主演エディ・コンスタンティーヌ、音楽ジョルジュ・ドルリュー
- L'Appartement des filles　1963年 脚本も　共同脚本ニナ・コンパネーズ
- モナリザの恋人 On a volé la Joconde　1965年 脚本も　共同脚本ニナ・コンパネーズ、主演ジョージ・チャキリス、マリナ・ヴラディ、音楽カルロ・ルスティケッリ
- Martin soldat　1966年　製作ピエール・ブロンベルジェ、共同脚本・編集ニナ・コンパネーズ、音楽モーリス・ルルー、助監督クロード・ミレール
- めざめ Benjamin ou les Mémoires d'un puceau　1968年　共同脚本ニナ・コンパネーズ、製作マグ・ボダール、主演ミシェル・モルガン、カトリーヌ・ドヌーヴ
- ポーラの涙 Bye bye, Barbara　1968年 脚本も　共同脚本・編集ニナ・コンパネーズ、製作マグ・ボダール
- 気まぐれに愛して L'Ours et la poupée　1969年 脚本も　共同脚本・編集ニナ・コンパネーズ、製作マグ・ボダール、主演ブリジット・バルドー、ジャン＝ピエール・カッセル、音楽エディ・ヴァルタン
- ラファエルあるいは道楽者 Raphaël ou le Débauché　1971年 脚本も　共同脚本・編集ニナ・コンパネーズ、製作マグ・ボダール、主演モーリス・ロネ、フランソワーズ・ファビアン、アンヌ・ヴィアゼムスキー　※第24回カンヌ国際映画祭コンペティション部門出品
- La Femme en bleu　1973年　製作・脚本レオ・L・フックス、主演ミシェル・ピコリ
- Le Mouton enragé　1974年　脚本クリストファー・フランク、製作レオ・L・フックス、主演ジャン＝ルイ・トランティニャン、ジャン＝ピエール・カッセル、ロミー・シュナイダー、ジェーン・バーキン
- L'Apprenti Salaud　1977年 台詞・脚本も　製作フィリップ・デュサール、助監督ロザリンド・ダマンム
- Le Dossier 51　1978年 脚本も　製作フィリップ・デュサール、音楽ジャン・シュワルツ、助監督ロザリンド・ダマンム　※第31回カンヌ国際映画祭ある視点部門出品
- 二人の女 Le Voyage en douce　1980年 脚本も　製作モーリス・ベルナール、主演ドミニク・サンダ、ジェラルディン・チャップリン、助監督ロザリンド・ダマンム
- Eaux profondes　1981年 脚本も　原作パトリシア・ハイスミス、共同脚本フロランス・ドレー、クリストファー・フランク、製作ドニ・メルメ、主演イザベル・ユペール、助監督ロザリンド・ダマンム
- La petite bande　1982年　脚本ジル・ペロー、音楽エドガー・コスマ
- Les Capricieux　1983年 テレビ映画　脚本アンヌ＝マリー・ダマンム、主演ニコール・ガルシア
- ゲームの殺人 Péril en la demeure　1984年 台詞・脚本も　共同脚本ロザリンド・ダマンム、製作エマニュエル・シュランベルジェ、主演アネモーヌ　※第11回セザール賞最優秀監督賞受賞
- Le Paltoquet　1986年 脚本も　製作ロザリンド・ドヴィル、主演ファニー・アルダン、ダニエル・オトゥーユ
- 読書する女 La Lectrice　1988年 脚本も　製作・共同脚本・助監督ロザリンド・ドヴィル、主演ミュウ＝ミュウ　※モントリオール世界映画祭最優秀作品賞受賞
- 真夜中の恋愛論 Nuit d'été en ville　1990年　製作・脚本ロザリンド・ドヴィル、主演ジャン＝ユーグ・アングラード、マリー・トランティニャン、
- Pour Nguyen Chi Thien オムニバス『Contre l'oubli（忘却に抗って）』の一篇　1991年　製作ラフィ・ピッツ、主演エマニュエル・ベアール
- Toutes peines confondues　1992年　製作・共同脚本ロザリンド・ドヴィル、主演パトリック・ブリュエル、ジャック・デュトロン
- Aux petits bonheurs　1993年　製作・脚本ロザリンド・ドヴィル、主演アネモーヌ、グザヴィエ・ボーヴォワ
- La Divine Poursuite　1996年 脚本も　製作・共同脚本ロザリンド・ドヴィル、主演アントワーヌ・ド・コーヌ、音楽カンタン・ダマンム、
- La Maladie de Sachs　1999年 脚本も　製作・共同脚本ロザリンド・ドヴィル、主演アルベール・デュポンテル
- Un monde presque paisible　2002年 脚本も　製作・共同脚本ロザリンド・ドヴィル、主演シモン・アブカリアン
- 恋は足手まとい Un fil à la patte　2005年　製作レ・フィルム・デュ・ローザンジュ、製作・脚本ロザリンド・ドヴィル、原作ジョルジュ・フェドー、主演エマニュエル・ベアール、音楽カンタン・ダマンム、撮影ピエール＝ウィリアム・グレン